# Івердон Спорт
«Івердон Спорт» (фр. Yverdon-Sport FC) — швейцарський футбольний клуб з міста Івердон-ле-Бен, заснований у 1948 році. Домашні матчі приймає на стадіоні «Мунісіпаль».

## Історія

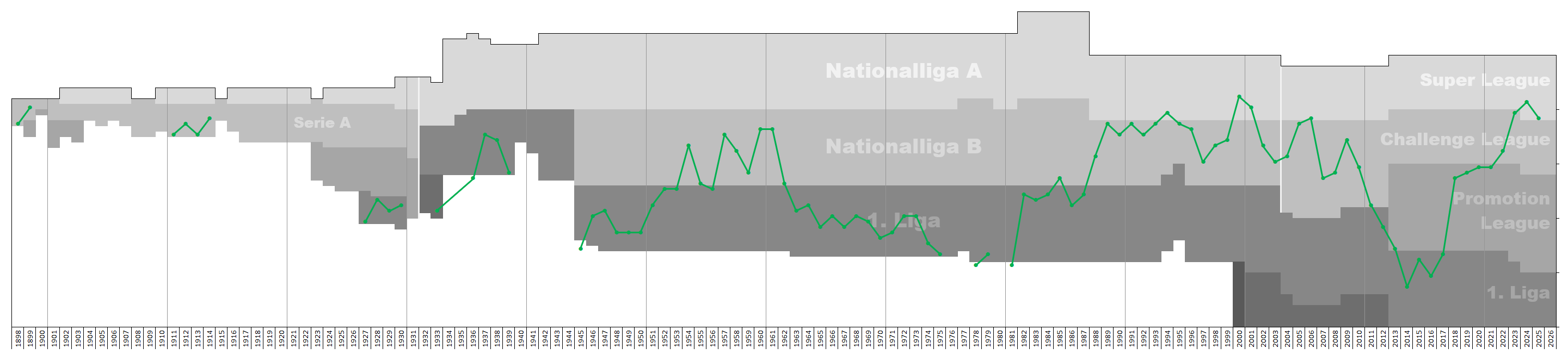
Статистика виступів клубу у чемпіонатах Швейцарії.

Клуб був заснований 1948 року в результаті злиття трьох місцевих клубів ФК «Івердон» (заснований 1897 року), «Конкордія» і «Вайт Старз». Команда тривалий час виступала у нижчих швейцарських лігах і у вищому дивізіоні Швейцарії дебютувала лише у сезоні 1993/94, але відразу вилетіла.
Вдруге у вищому дивізіоні команда опинилась у 1999 році під керівництвом Люсьєна Фавра, зайнявши підсумкове 8-ме місце, найвище в історії команди. Втім по завершенні сезону Фавр покинув клуб, а без нього команда вже наступного року вилетіла з вищого дивізіону, хоча і стала в тому ж сезоні фіналістом Кубка Швейцарії.
Після кількох років «Івердон Спорт» повернувся до Суперліги на сезон 2005/06, але зайняв останнє місце і цього разу остаточно вилетів з елітного дивізіону.
В 2023 знову повернувся до Суперліги.